# Tschebyscheff-Ungleichung (Arithmetik)
Die Tschebyscheff-Ungleichung (nach Pafnuti Lwowitsch Tschebyschow) ist eine Ungleichung der Mathematik.

## Aussage
Sie besagt, dass für monoton gleich geordnete n-Tupel reeller Zahlen
{\displaystyle a_{1}\geq a_{2}\geq \cdots \geq a_{n}}
und
{\displaystyle b_{1}\geq b_{2}\geq \cdots \geq b_{n}},
die Beziehung
{\displaystyle n\sum _{i=1}^{n}a_{i}b_{i}\geq \left(\sum _{i=1}^{n}a_{i}\right)\left(\sum _{i=1}^{n}b_{i}\right)}.
gilt. Sind {\displaystyle a_{i}} und {\displaystyle b_{i}} hingegen entgegengesetzt geordnet, also beispielsweise
{\displaystyle a_{1}\geq a_{2}\geq \cdots \geq a_{n}}
und
{\displaystyle b_{1}\leq b_{2}\leq \cdots \leq b_{n}},
so gilt die Ungleichung in umgekehrte Richtung
{\displaystyle n\sum _{i=1}^{n}a_{i}b_{i}\leq \left(\sum _{i=1}^{n}a_{i}\right)\left(\sum _{i=1}^{n}b_{i}\right)}.
Man beachte, dass im Gegensatz zu vielen anderen Ungleichungen keine Voraussetzungen für die Vorzeichen von {\displaystyle a_{i}} und {\displaystyle b_{i}} notwendig sind.

## Beweise

### Beweis aus Umordnungs-Ungleichung
Die Tschebyschew-Summenungleichung lässt sich aus der Umordnungs-Ungleichung ableiten. Multipliziert man die rechte Seite aus, so ergibt sich
{\displaystyle \left(\sum _{i=1}^{n}a_{i}\right)\left(\sum _{i=1}^{n}b_{i}\right)=\left(a_{1}b_{1}+a_{2}b_{2}+\dots +a_{n-1}b_{n-1}+a_{n}b_{n}\right)}
{\displaystyle +\left(a_{1}b_{2}+a_{2}b_{3}+\dots +a_{n-1}b_{n}+a_{n}b_{1}\right)}
{\displaystyle +\left(a_{1}b_{3}+a_{2}b_{4}+\dots +a_{n-1}b_{1}+a_{n}b_{2}\right)}
{\displaystyle +\dots }
{\displaystyle +\left(a_{1}b_{n}+a_{2}b_{1}+\dots +a_{n-1}b_{n-2}+a_{n}b_{n-1}\right)}
Wegen der Umordnungs-Ungleichung ist nun jede dieser {\displaystyle n} Summen (im Fall gleich geordneter Zahlen {\displaystyle a_{i}} und {\displaystyle b_{i}}) kleiner oder gleich {\displaystyle \left(a_{1}b_{1}+a_{2}b_{2}+\dots +a_{n-1}b_{n-1}+a_{n}b_{n}\right)}, insgesamt erhält man also genau die gewünschte Beziehung
{\displaystyle \left(\sum _{i=1}^{n}a_{i}\right)\left(\sum _{i=1}^{n}b_{i}\right)\leq n\left(a_{1}b_{1}+a_{2}b_{2}+\dots +a_{n-1}b_{n-1}+a_{n}b_{n}\right)}.
Im Fall entgegengesetzt geordneter Zahlen {\displaystyle a_{i}} und {\displaystyle b_{i}} braucht die Umordnungs-Ungleichung nur in die umgekehrte Richtung angewendet werden.

### Beweis mit vollständiger Induktion
Die Tschebyschew-Summenungleichung lässt sich auch mit vollständiger Induktion und Anwendung der Umordnungs-Ungleichung für den einfachsten Fall mit zwei Summanden beweisen. Der Induktionsanfang ist einfach zu führen. Im Induktionsschritt betrachtet man nun
{\displaystyle \left(a_{n+1}+\sum _{i=1}^{n}a_{i}\right)\left(b_{n+1}+\sum _{i=1}^{n}b_{i}\right)=a_{n+1}b_{n+1}+\sum _{i=1}^{n}\left(a_{n+1}b_{i}+a_{i}b_{n+1}\right)+\left(\sum _{i=1}^{n}a_{i}\right)\left(\sum _{i=1}^{n}b_{i}\right)}.
Wendet man nun auf den mittleren Summanden die Umordnungs-Ungleichung für zwei Summanden und auf den letzten Summanden die Induktionsvoraussetzung an, so ergibt sich (im Fall gleich geordneter Zahlen {\displaystyle a_{i}} und {\displaystyle b_{i}})
{\displaystyle \left(a_{n+1}+\sum _{i=1}^{n}a_{i}\right)\left(b_{n+1}+\sum _{i=1}^{n}b_{i}\right)\leq a_{n+1}b_{n+1}+\sum _{i=1}^{n}\left(a_{i}b_{i}+a_{n+1}b_{n+1}\right)+n\sum _{i=1}^{n}a_{i}b_{i}}
{\displaystyle =a_{n+1}b_{n+1}+\sum _{i=1}^{n}a_{i}b_{i}+na_{n+1}b_{n+1}+n\sum _{i=1}^{n}a_{i}b_{i}=(n+1)\sum _{i=1}^{n+1}a_{i}b_{i}.}
Im Fall entgegengesetzt geordneter Zahlen {\displaystyle a_{i}} und {\displaystyle b_{i}} ist der Beweis analog.

### Beweis aus Gleichungs-Formulierung
Ein anderer Beweis ergibt sich direkt aus der Gleichung
{\displaystyle n\sum _{i=1}^{n}a_{i}b_{i}-\left(\sum _{i=1}^{n}a_{i}\right)\left(\sum _{i=1}^{n}b_{i}\right)=\sum _{i=1}^{n}\sum _{k=i+1}^{n}(a_{i}-a_{k})(b_{i}-b_{k})={\frac {1}{2}}\sum _{i=1}^{n}\sum _{k=1}^{n}(a_{i}-a_{k})(b_{i}-b_{k})}
bzw. allgemeiner mit Gewichten {\displaystyle w_{i}}
{\displaystyle \sum _{i=1}^{n}w_{i}\sum _{i=1}^{n}w_{i}a_{i}b_{i}-\left(\sum _{i=1}^{n}w_{i}a_{i}\right)\left(\sum _{i=1}^{n}w_{i}b_{i}\right)={\frac {1}{2}}\sum _{i=1}^{n}\sum _{k=i}^{n}w_{i}w_{k}(a_{i}-a_{k})(b_{i}-b_{k})}.
Es gilt nämlich
{\displaystyle \sum _{i=1}^{n}w_{i}\sum _{k=1}^{n}w_{k}a_{k}b_{k}-\left(\sum _{i=1}^{n}w_{i}a_{i}\right)\left(\sum _{k=1}^{n}w_{k}b_{k}\right)=\sum _{i=1}^{n}\sum _{k=1}^{n}\left(w_{i}w_{k}a_{k}b_{k}-w_{i}w_{k}a_{i}b_{k}\right)}.
Mit Umbenennung der Indizes ergibt sich
{\displaystyle \sum _{i=1}^{n}\sum _{k=1}^{n}\left(w_{i}w_{k}a_{k}b_{k}-w_{i}w_{k}a_{i}b_{k}\right)=\sum _{k=1}^{n}\sum _{i=1}^{n}\left(w_{i}w_{k}a_{i}b_{i}-w_{i}w_{k}a_{k}b_{i}\right)},
insgesamt also genau die Behauptung:
{\displaystyle \sum _{i=1}^{n}w_{i}\sum _{k=1}^{n}w_{k}a_{k}b_{k}-\left(\sum _{i=1}^{n}w_{i}a_{i}\right)\left(\sum _{k=1}^{n}w_{k}b_{k}\right)={\frac {1}{2}}\sum _{i=1}^{n}\sum _{k=1}^{n}w_{i}w_{k}\left(a_{k}b_{k}-a_{i}b_{k}+a_{i}b_{i}-a_{k}b_{i}\right)={\frac {1}{2}}\sum _{i=1}^{n}\sum _{k=1}^{n}w_{i}w_{k}\left(a_{i}-a_{k}\right)\left(b_{i}-b_{k}\right)}.

## Verallgemeinerung
Die Tschebyschew-Summenungleichung lässt sich auch in der Form
{\displaystyle {\frac {1}{n}}\sum _{i=1}^{n}a_{i}b_{i}\geq \left({\frac {1}{n}}\sum _{i=1}^{n}a_{i}\right)\left({\frac {1}{n}}\sum _{i=1}^{n}b_{i}\right).}
schreiben. In dieser Form lässt sie sich auch auf mehr als zwei gleich geordnete n-Tupel verallgemeinern, wobei die betrachteten Zahlen allerdings größer oder gleich Null sein müssen:
Für
{\displaystyle a_{j}=\left(a_{j,1},\dots ,a_{j,n}\right);j=1,\dots ,m}
mit
{\displaystyle a_{j,1}\geq a_{j,2}\geq \dots \geq a_{j,n}\geq 0.}
gilt
{\displaystyle {\frac {1}{n}}\sum _{i=1}^{n}\prod _{j=1}^{m}a_{j,i}\geq \prod _{j=1}^{m}\left({\frac {1}{n}}\sum _{i=1}^{n}a_{j,i}\right).}
Der Beweis kann beispielsweise mit vollständiger Induktion nach {\displaystyle m} erfolgen, da ja für bezüglich {\displaystyle i} fallend geordnete nichtnegative Zahlen {\displaystyle a_{j_{i}}} auch deren Produkte
{\displaystyle \prod _{j=1}^{m}a_{j,1}\geq \prod _{j=1}^{m}a_{j,2}\geq \dots \geq \prod _{j=1}^{m}a_{j,n}\geq 0}
fallend geordnet und nichtnegativ sind.

## Varianten
Sind {\displaystyle f,\,g} auf {\displaystyle [0,1]} gleichsinnig monoton und ist {\displaystyle \omega \colon [0,1]\to \mathbb {R} _{\geq 0}} eine Gewichtsfunktion, d. h. {\displaystyle \int _{0}^{1}\omega (x)dx=1} dann ist
{\displaystyle \int _{0}^{1}\omega (x)f(x)g(x)dx\geq \int _{0}^{1}\omega (x)f(x)dx\;\int _{0}^{1}\omega (x)g(x)dx}.
Zum Beweis integriert man die nichtnegative Funktion
{\displaystyle \omega (x)\omega (y){\Big (}f(x)-f(y){\Big )}{\Big (}g(x)-g(y){\Big )}} ausmultipliziert nach x und y jeweils von 0 bis 1.
Dies lässt sich weiter verallgemeinern:
Sind {\displaystyle f_{0},\ldots ,f_{n}} auf {\displaystyle [0,1]} gleichsinnig monoton und nichtnegativ dann ist
{\displaystyle \int _{0}^{1}\omega (x)\prod _{k=0}^{n}f_{k}\,dx\geq \prod _{k=0}^{n}\int _{0}^{1}\omega (x)f_{k}\,dx}.
Und sind {\displaystyle f_{0},...,f_{n}} auf {\displaystyle [a,b]} gleichsinnig monoton und nichtnegativ und ist {\displaystyle \omega \colon [a,b]\to \mathbb {R} _{\geq 0}} eine Gewichtsfunktion dann ist
{\displaystyle \int _{a}^{b}\omega (x)\prod _{k=0}^{n}f_{k}\,dx\geq {\frac {1}{(b-a)^{n-1}}}\prod _{k=0}^{n}\int _{a}^{b}\omega (x)f_{k}\,dx}.
Dies ergibt sich wenn man x durch {\displaystyle {\frac {x-a}{b-a}}} substituiert.